# Episodi di Kuu Kuu Harajuku (prima stagione)
La prima stagione della serie televisiva Kuu Kuu Harajuku è stata trasmessa sul canale statunitense Nickelodeon dal 3 ottobre 2016.
In Italia la serie è stata trasmessa su Pop dal 4 maggio 2017, dal lunedì al venerdì, alle ore 7:30 e 17:00.
| nº | Titolo originale                | Titolo italiano               | Prima TV USA     | Prima TV Italia |
| -- | ------------------------------- | ----------------------------- | ---------------- | --------------- |
| 1  | Totally Teen Genie              | Il genio teenager             | 3 ottobre 2016   | 4 maggio 2017   |
| 1  | Angel's Flight                  | Il volo dell'angelo           | 3 ottobre 2016   | 4 maggio 2017   |
| 2  | Music Baby                      | Music Baby                    | 4 ottobre 2016   | 4 maggio 2017   |
| 2  | Wanted: Audience                | Cercasi pubblico              | 4 ottobre 2016   | 4 maggio 2017   |
| 3  | Game Over                       | Game over                     | 5 ottobre 2016   | 5 maggio 2017   |
| 3  | Phony Ponies                    | I falsi pony                  | 5 ottobre 2016   | 5 maggio 2017   |
| 4  | Hello Puppy                     | Ciao, cucciolo!               | 6 ottobre 2016   | 5 maggio 2017   |
| 4  | G, This is Awfully Deep         | Sottoterra                    | 6 ottobre 2016   | 5 maggio 2017   |
| 5  | Baby's Birthday                 | Il compleanno di Baby         | 7 ottobre 2016   | 8 maggio 2017   |
| 5  | Labor of Love                   | Le fatiche di Love            | 7 ottobre 2016   | 8 maggio 2017   |
| 6  | Bad Boy and Little Girl         | Il ragazzaccio e la ragazzina | 8 ottobre 2016   | 8 maggio 2017   |
| 6  | Yummy Bear Nado                 | Nado, il simpatico orso       | 8 ottobre 2016   | 8 maggio 2017   |
| 7  | Drums of Doom                   | La batteria maledetta         | 15 ottobre 2016  | 9 maggio 2017   |
| 7  | Adventures in Housesitting      | Le custodi della casa         | 15 ottobre 2016  | 9 maggio 2017   |
| 8  | The Kawaiifier                  | La Kawaiifiatrice             | 22 ottobre 2016  | 9 maggio 2017   |
| 8  | Super Kawaii Sunday             | Una domenica super kawaii     | 22 ottobre 2016  | 9 maggio 2017   |
| 9  | Delectabubbles                  | Tutti zitti!                  | 29 ottobre 2016  | 10 maggio 2017  |
| 9  | Kablooey Chewie                 | Che pasticcio, Chewie!        | 29 ottobre 2016  | 10 maggio 2017  |
| 10 | Water Baby                      | Water Baby                    | 5 novembre 2016  | 10 maggio 2017  |
| 10 | Music Zoo                       | Concerto allo Zoo             | 5 novembre 2016  | 10 maggio 2017  |
| 11 | The Dotted Line                 | Puntini puntini               | 12 novembre 2016 | 11 maggio 2017  |
| 11 | Life is But a Dream             | La vita è un sogno            | 12 novembre 2016 | 11 maggio 2017  |
| 12 | Oh, G                           | Oh, G!                        | 19 novembre 2016 | 11 maggio 2017  |
| 12 | Green House                     | La serra                      | 19 novembre 2016 | 11 maggio 2017  |
| 13 | Control Plus Alt Plus Dimension | Control+Alt+Dimensione        | 4 febbraio 2017  | 12 maggio 2017  |
| 13 | Angel Hair                      | Capelli d'angelo              | 4 febbraio 2017  | 12 maggio 2017  |
| 14 | Inside Job                      | Usciamo di qui!               | 11 febbraio 2017 | 12 maggio 2017  |
| 14 | Sea Monkeying Around            | Disastro al Lo Lo Sea         | 11 febbraio 2017 | 12 maggio 2017  |
| 15 | Trust Your Inner Uniphant       | L'unifante interiore          | 25 febbraio 2017 | 15 maggio 2017  |
| 15 | Starr Power                     | Il potente Starr              | 25 febbraio 2017 | 15 maggio 2017  |
| 16 | Zero G                          | Zero G                        | 4 marzo 2017     | 15 maggio 2017  |
| 16 | Angel Food                      | Cibo angelico                 | 4 marzo 2017     | 15 maggio 2017  |
| 17 | Happy Slam                      | Happy Slam                    | 7 aprile 2017    | 16 maggio 2017  |
| 17 | Retro Fiasco                    | Un fiasco rètro               | 7 aprile 2017    | 16 maggio 2017  |
| 18 | HJ10                            | HJ10                          | 14 aprile 2017   | 16 maggio 2017  |
| 18 | Waves of Love                   | Le onde di Love               | 14 aprile 2017   | 16 maggio 2017  |
| 19 | Sand and Deliver                | Sculture di sabbia            | 21 aprile 2017   | 17 maggio 2017  |
| 19 | Moods Meow                      | Moods Meow                    | 21 aprile 2017   | 17 maggio 2017  |
| 20 | Yeti in the House               | C'è uno yeti in casa!         | 28 aprile 2017   | 17 maggio 2017  |
| 20 | The Young and Reckless          | I bambini e il pazzo          | 28 aprile 2017   | 17 maggio 2017  |
| 21 | Brodie on Board                 | Benvenuto, Brodie             | 5 maggio 2017    | 18 maggio 2017  |
| 21 | Wormzilla                       | Vomzilla                      | 5 maggio 2017    | 18 maggio 2017  |
| 22 | Emotizons                       | Attenzione agli Emotizom!     | 12 maggio 2017   | 18 maggio 2017  |
| 22 | The Big Time                    | La bambola gigante            | 12 maggio 2017   | 18 maggio 2017  |
| 23 | Un-Bear-able                    | L'orso insultatore            | 19 maggio 2017   | 19 maggio 2017  |
| 23 | Snowy the Frostman              | Snowy the Frostman            | 19 maggio 2017   | 19 maggio 2017  |
| 24 | Elephant and the Sandman        | La tortina kawaii             | 2 giugno 2017    | 19 maggio 2017  |
| 24 | G in Wonderland                 | Angel è famosa!               | 2 giugno 2017    | 19 maggio 2017  |
| 25 | Candy Blossom Flower Festival   | Concerto al festival          | 9 giugno 2017    | 7 giugno 2017   |
| 25 | Princess Power                  | La principessa potente        | 9 giugno 2017    | 7 giugno 2017   |
| 26 | Hark! A Quarkle!                | Attenti al quarkle!           | 16 giugno 2017   | 8 giugno 2017   |
| 26 | The Ends of the Earth           | La fine del mondo             | 16 giugno 2017   | 8 giugno 2017   |